# Éparchie de Byblos des Maronites
L'éparchie de Byblos des Maronites (en latin : Eparchia Bybliensis Maronitarum) est une éparchie de l'Église maronite instituée le 9 juin 1990. En 2009 elle comptait 250 000 baptisés. Son évêque est Mgr Michel Aoun. 

## Territoire
L'éparchie couvre le district de Jbeil. Son siège est situé à Byblos, où se trouve la cathédrale Saint Jean - Marc. Elle est subdivisée en 88 paroisses.

## Histoire
L'éparchie de Byblos a été instituée le 12 juin 1673 et son érection canonique fut confirmée par le synode maronite du Mont-Liban de 1736.  L'éparchie de Batroun lui fut rattaché en 1768. Le siège de Byblos et Batroun fut de 1848 à 1990 le siège propre du Patriarche maronite. Le siège de Batroun est séparé le 9 juin 1990 de celui de Byblos, qui prend alors son nom actuel.

## Liste des évêques
- Joseph † (mentionné le 12 juin 1673)
- Jean Abacuch † (mentionné en 1694)
- Joseph † (mentionné le 5 octobre 1699)
- Philippe † (mentionné le 1736)
- Siège propre du patriarcat (1848-1990)
- Bechara Boutros Rahi, O.M.M. (9 juin 1990 - 15 mars 2011 élu patriarche d'Antioche)
- Michel Aoun (16 juin 2012 - )